# Galan (szczyt)
Cerro Galán – wulkan w argentyńskiej prowincji Catamarca. Na szczycie znajduje się jedna z największych kalder na świecie. Jej wiek ocenia się na 2,2 miliona lat.